# Kopicův statek
Kopicův statek (dříve Jirošova rychta) je roubená usedlost z konce 18. století, kulturní památka. Jedná se (spolu např. s Dlaskovým statkem) o jeden z nejzajímavějších příkladů lidové architektury pojizerského typu. Statek (Kacanovy č. p. 64) se nachází o samotě asi 1 km východně od vesnice Kacanovy na Turnovsku, v okrese Semily. U statku je socha svatého Jiří a rokle s řadou pískovcových reliéfů vytvořených majitelem Vojtěchem Kopicem.

## Statek
Nynější stavení bylo postaveno v roce 1787 rolníkem Jiřím Jirošem, základy jsou ale patrně starší. Usedlost se skládá z obytného patrového domu s pavlačí, kolmo přistavěné konírny se stájí a protilehlých přízemních hospodářských budov. Dvůr uzavírá kamenná brána. Opodál stojí dřevěná stodola.
Statek vlastnila rodina Jirošova, František Jiroš (1824–1902) byl od roku 1849 prvním starostou obce Kacanovy.

## Socha svatého Jiří Drákobijce

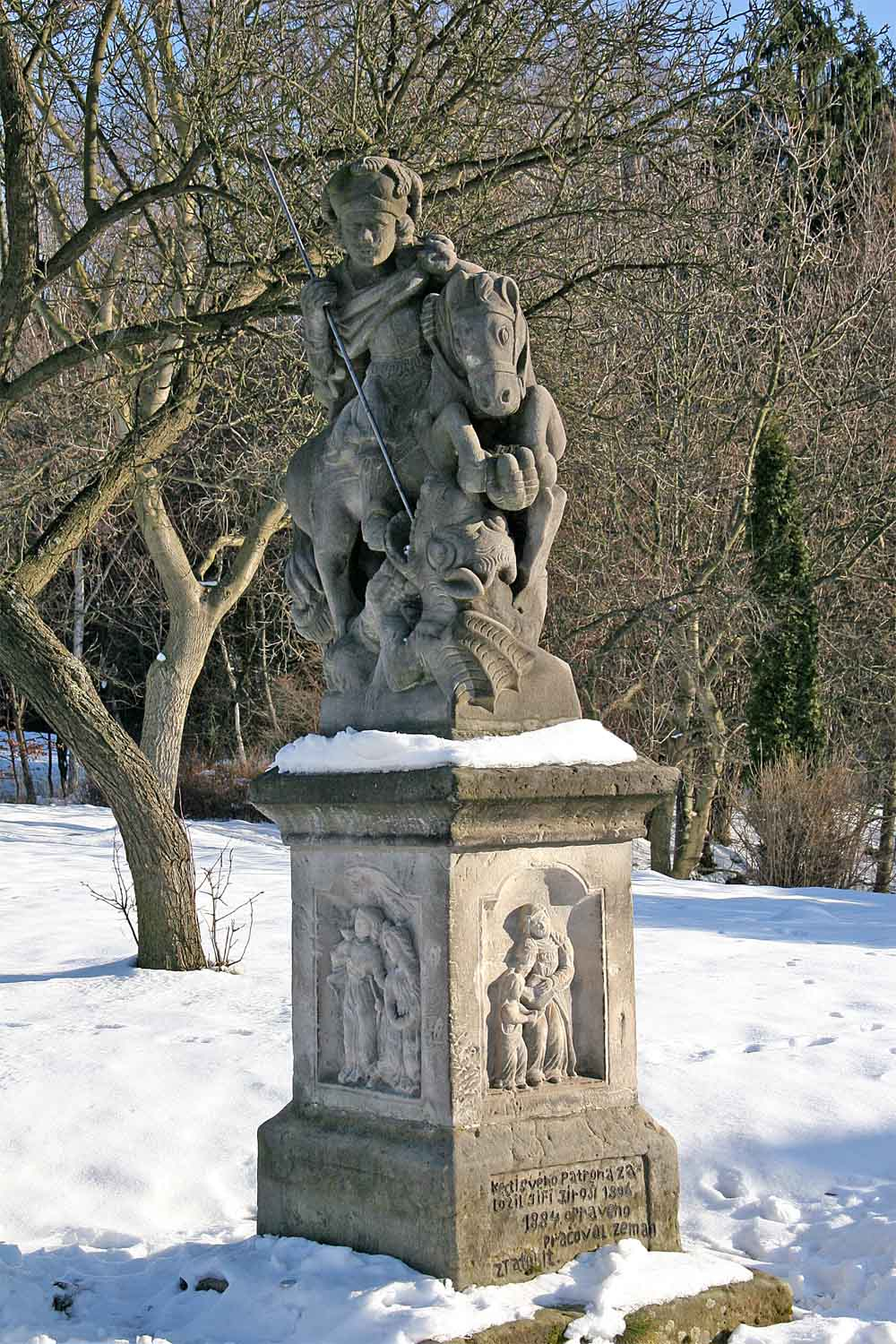
Socha svatého Jiří Drákobijce

Pískovcová skulptura svatého Jiří před statkem pochází z roku 1806, jedná se pravděpodobně o dílo Jana Chládka mladšího.
V roce 1884 nechal František Jiroš se svojí ženou Petronilou zhotovit u Josefa Zemana z Tatobit nový sokl. Podstavec zdobí z každé strany jeden reliéf: Kristus v Getsemanské zahradě, dvojice světic Petronily a Felliculy, Máří Magdalena a svatá Anna.
V současnosti je na místě vystavená kopie od Jiřího Nováka. Originální socha se nachází ve vestibulu Muzea Českého ráje v Turnově.

## Skalní galerie Vojtěcha Kopice
Vojtěch Kopic (1909–1978) se do stavení přiženil v roce 1932. Od čtyřicátých let až do své smrti v rokli pod statkem vytesal v pískovcových skalách řadu reliéfů, jejichž témata čerpal především z českých dějin. Památková ochrana těchto děl byla vyhlášena s účinností od 25. listopadu 2017 formou stanovení ochranného pásma kulturní památky Kopicův statek.
V grafické příloze vymezení ochranného pásma jsou zakresleny tyto skalní reliéfy:
- 1a nápis
- 1b sv. Václav
- 2 muflon
- 3 nápis
- 4a hlava jelena
- 4b Jánošík
- 4c orel a vrána
- 5a partyzán
- 5b nápis
- 5c tzv. rolníkův svět
- 5d staroboleslavské paladium
- 5e slunce
- 5f Anděl Strážce
- 5g skautská lilie
- 5h nápis
- 6 holubice sedící na zlomené ratolesti
- 7a Lidice
- 7b Amor
- 7c orel
- 7d nápisy
- 7e Jan Ámos Komenský
- 7f Karel Havlíček Borovský
- 8a Jan Hus
- 8b Jan Žižka
- 8c Libuše
- 8d Tomáš Garrigue Masaryk
- 8e Věra Kopicová
- 8f erb
- 8g Cyril a Metoděj, nápis
- 8h Jiří z Poděbrad
- 9a šipka
- 9b šipka
- 9c dvě šipky
- 9d šipka
- 10a Anežka Přemyslovna
- 10b Karel IV.
- 10c varhany
- 10d slunce
- 10e srdce
- 11 chalupa
- 12a racek
- 12b svatý Vojtěch
- 12c matka
- 12d lev
- 13 kamenný odpočinkový sedák
- 14a pohanská božstva
- 14b Libuše
- 14c Horymír
- 14d polopostav
- 15 nápisy
- 16 nápis
- 17 sedátko

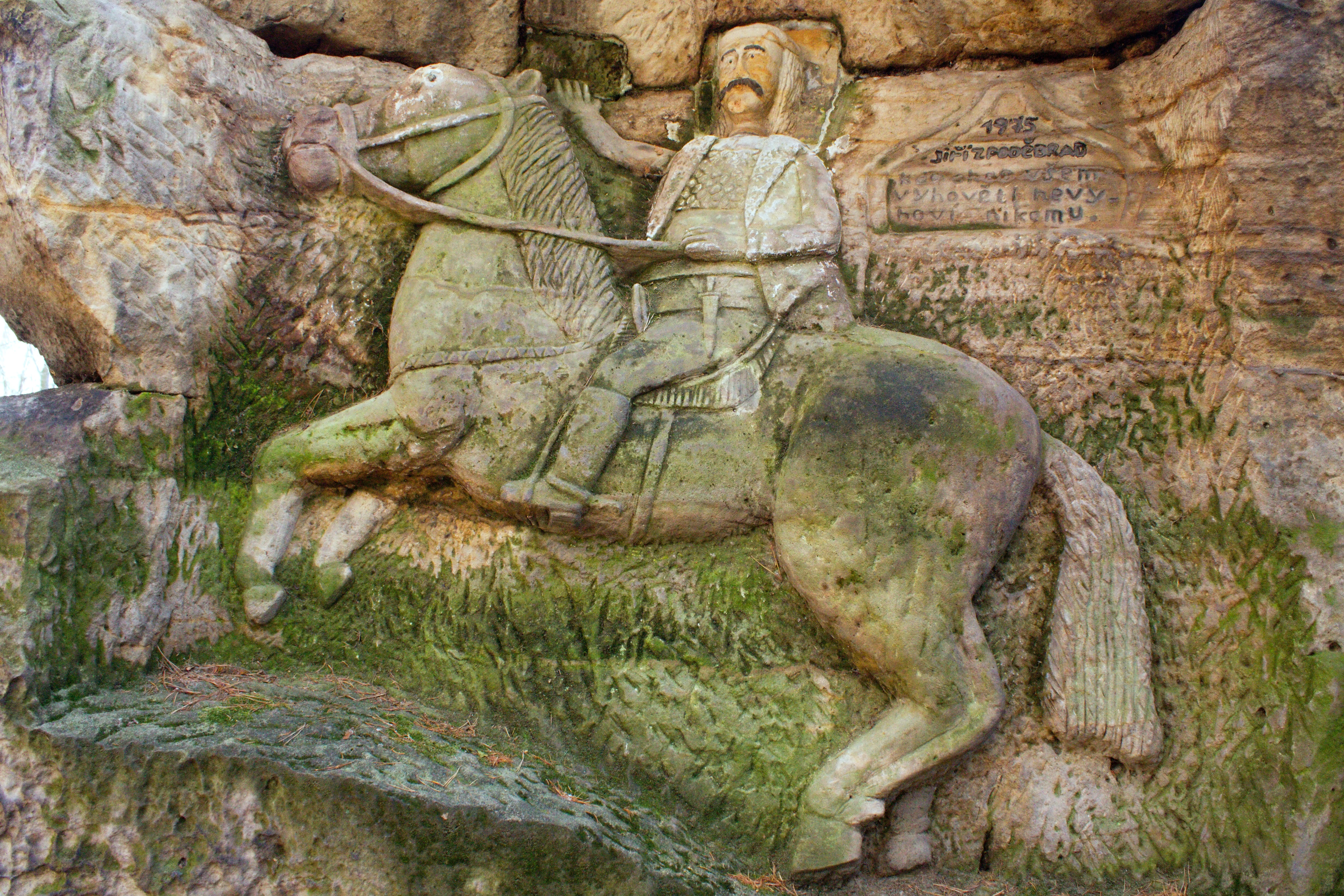
Jiří z Poděbrad
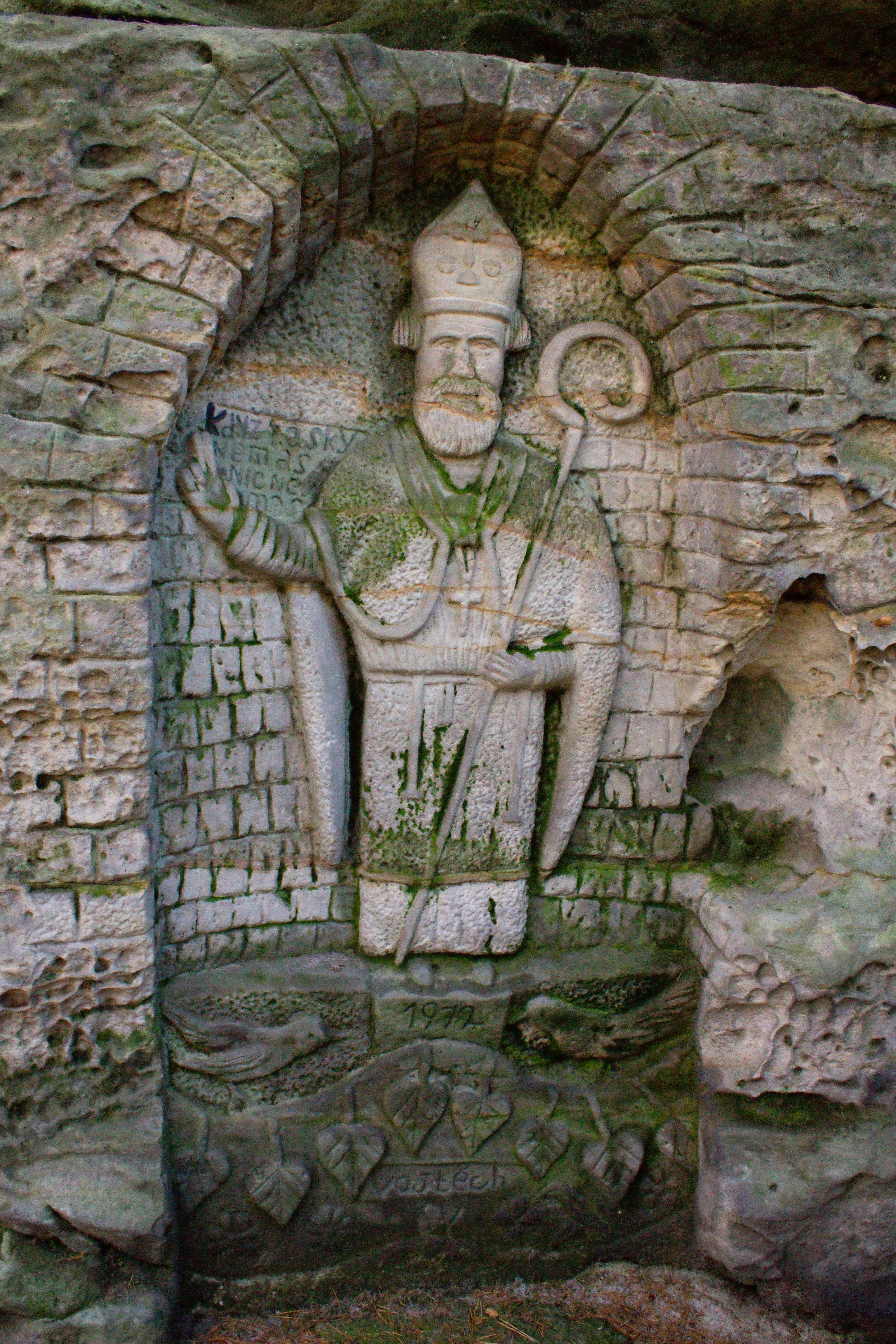
Svatý Vojtěch
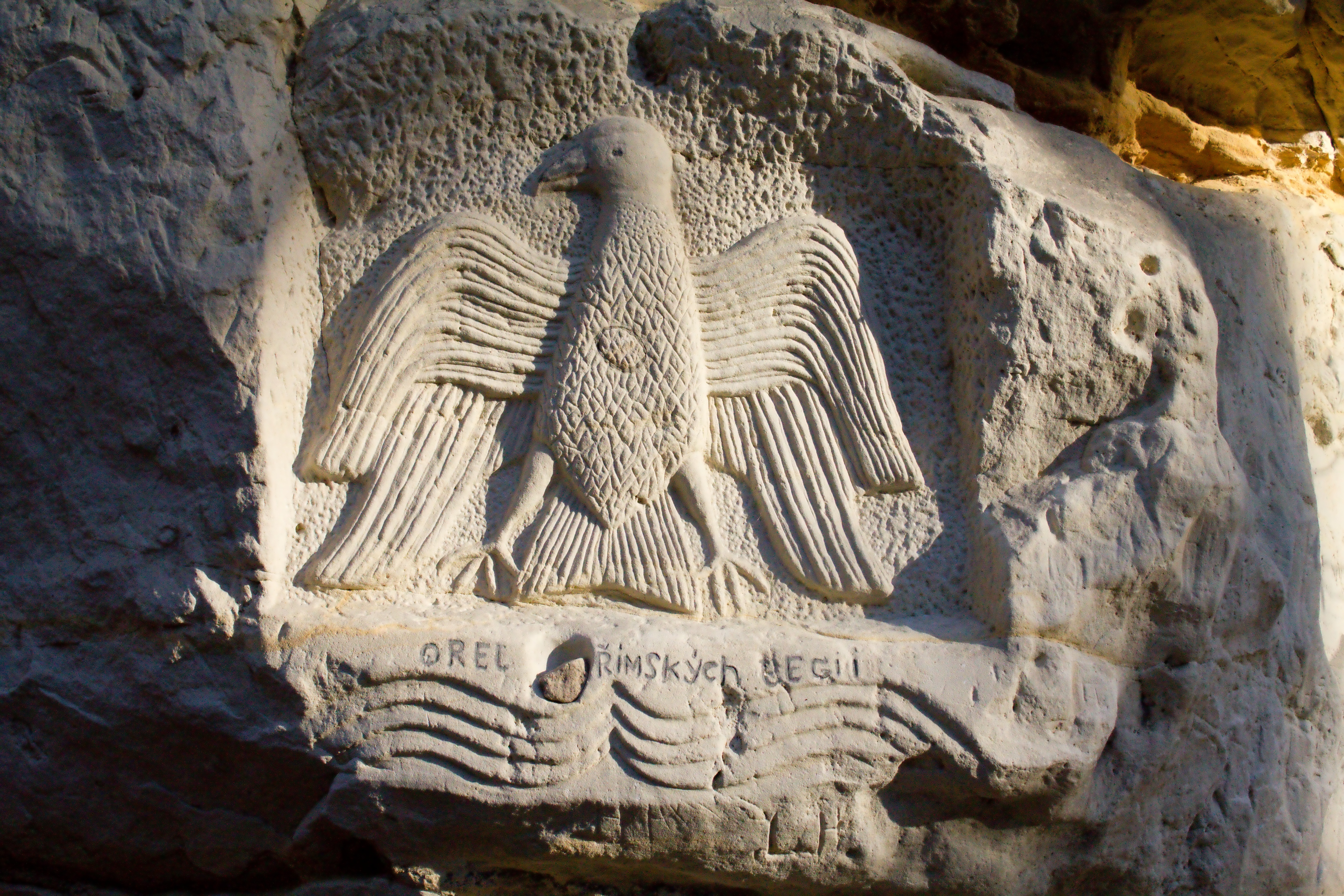
Orel římských legií
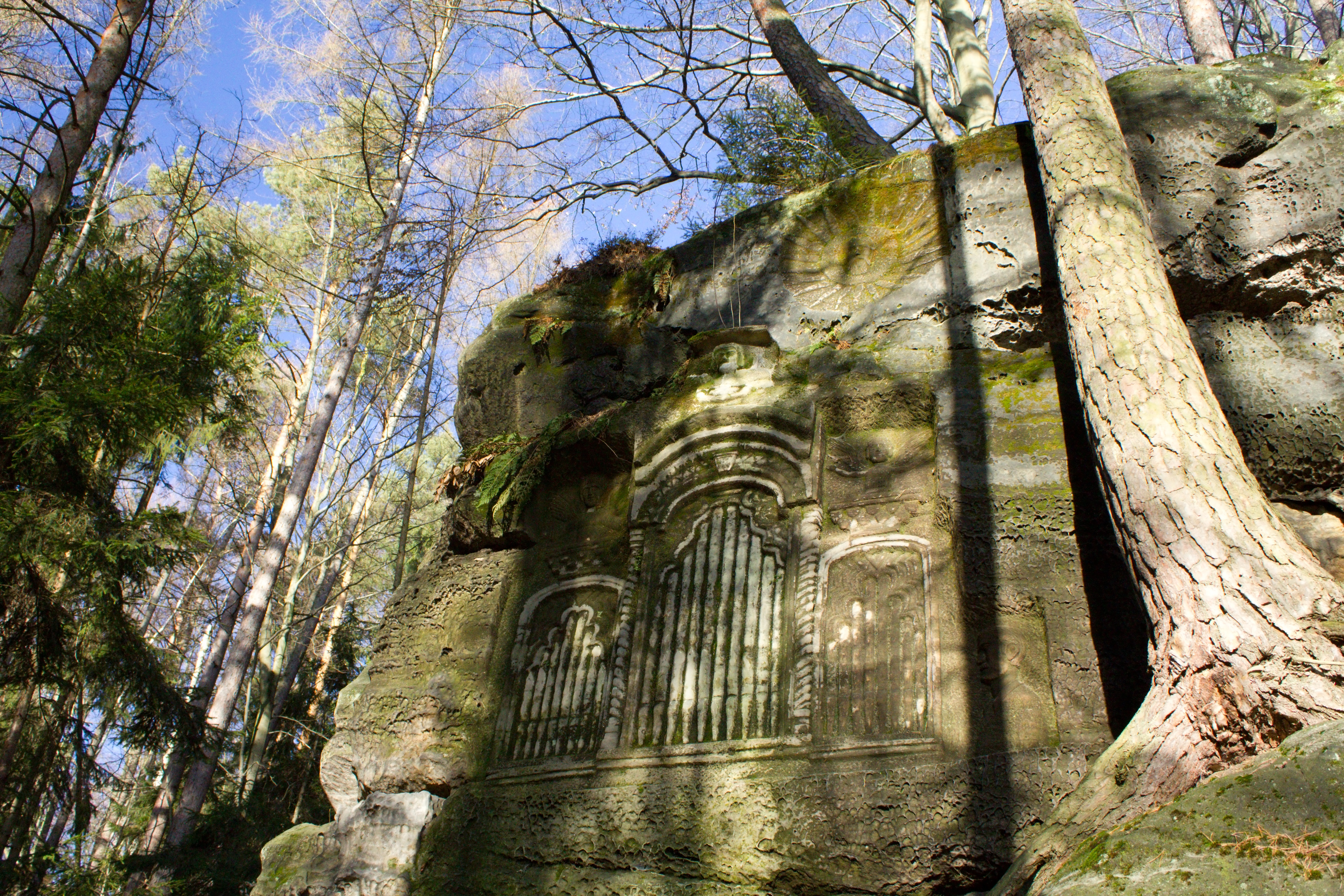
Skalní varhany